# ظاهر (دوعن)

'

تعديل مصدري - تعديل

ظاهر هي إحدى قرى عزلة صيف بمديرية دوعن التابعة لمحافظة حضرموت، بلغ تعداد سكانها 125 نسمة حسب تعداد اليمن لعام 2004.